# Buttigliera d'Asti
Buttigliera d'Asti é uma comuna italiana da região do Piemonte, província de Asti, com cerca de 1.996 habitantes. Estende-se por uma área de 18 km², tendo uma densidade populacional de 111 hab/km². Faz fronteira com Capriglio, Castelnuovo Don Bosco, Montafia, Moriondo Torinese (TO), Riva presso Chieri (TO), Villanova d'Asti.

## Demografia
| Variação demográfica do município entre 1861 e 2011                               |
|                                                                                   |
| Fonte: Istituto Nazionale di Statistica (ISTAT) - Elaboração gráfica da Wikipedia |